# Грей, Александра
Александра Элиша Грей (англ. Alexandra Elisha Grey; род. 4 января 1991 года; Чикаго, США) — американская актриса и музыкант, наиболее известная своими ролями Элизы Паркс в сериале «Очевидное» и Дениз Локвуд в сериале «Медики Чикаго». Так же она играла эпизодические роли в таких сериалах как «Реанимация», «Сомнение», «Пьяная история» и мини-сериале ABC «Когда мы восстанем».

## Детство и образование
Грей родилась в Чикаго. Она выросла в приемной семье. Грей — транс-женщина. В одном из интервью она сказала: «Уже в 4 года я знала, что хочу быть девочкой», но по её словам она не знала, как это обсудить со своими приемными родителями, объясняя это тем, что: «В афро-американском сообществе эта тема даже не обсуждается».
Окончив колледж, Грей сначала сказала своим приемным родителям, что она гей. Они не хотели принимать её ориентацию. Как только она рассказала им, что она трансгендерный человек, они сразу же выгнали её из дома. Она переехала из Чикаго в Лос-Анджелес и жила в приюте для бездомных ЛГБТ людей, пока не накопила достаточно денег, чтобы найти свое место. Она посещала Калифорнийский государственный университет Нортридж и училась в театре.

## Карьера
Грей переехала в Лос-Анджелес с надеждой начать карьеру певицы или карьеру в актёрском мастерстве. В 2016 году она получила роль Элизы Паркс в третьем сезоне сериала «Очевидное». Сезон выиграл премию GLAAD Media Award за лучший комедийный сериал, а также получил семь номинаций на премию Эмми в 2017 году.
Грэй также сыграла роль Бет Дженсен, молодой квир-женщины, борющейся с раком, во втором сезоне медицинской драмы «Реанимация», в роли . Затем она сыграла главную роль в четвёртом сезоне сериала «Пьяная история», где изобразила ЛГБТ-активистку, Маршу Джонсон. После своего выхода эпизод был в трендах Facebook в течение двух дней и был номинирован на премию GLAAD Media за выдающийся индивидуальный телевизионный эпизод. В том же году этот эпизод был номинирован на две премии Эмми, где Грей рассматривалась как выдающаяся актриса в номинации «Комедийный сериал». 3 июня 2016 года было объявлено, что она сыграла вместе с Майклом Уильямсом и Филисией Рашад в роли транс-активистки Севильи Андерсон в новом мини-сериале «Когда мы восстанем». Осенью 2016 года она сыграла главную роль в сериале «Медики Чикаго». Она появилась в качестве приглашенной звезды в драме «Сомнение» в 2017 году. Грэй сыграла Далилу Джонсон, женщину, которая предстала перед судом за убийство известного спортсмена. Сюжетная линия была основана на реальной истории Сиси МакДональд.
В 2017 году трансгендерные актёры и актрисы, в том числе Грэй (с помощью GLAAD и ScreenCrush), подписали письмо Джена Ричардсома в Голливуд с просьбой о дополнительных ролях для трансгендерных людей. Осенью 2018 года было объявлено, что она сыграет главную роль Госсамера Брайанта в новой драме Госсамер Фолдс. Драма рассказывает историю дружбы между чернокожей транс-женщиной и 10-летним ребёнком Джексоном Робертом Скоттом в 1980-х годах в Канзас-Сити.
В январе 2019 года Грэй повторила свою роль Элизы Паркс в пятом сезоне сериала «Очевидное», премьера которого состоится в этом году на Amazon Prime.

## Избранная фильмография
| Год  |   | Русское название | Оригинальное название | Роль         |
| ---- | - | ---------------- | --------------------- | ------------ |
| 2015 | с | Погоня за жизнью | Chasing Life          | Кения Мартин |